# Жаксы
Жаксы (каз. Жақсы, хорошо) — село в Акмолинской области Казахстана, районный центр Жаксынского района.
Административный центр и единственный населённый пункт Села Жаксы.

## История
Село возникло в 1939 году при строительстве железной дороги Акмолинск-Карталы. В 1957 году районный центр был перенесён из села Киима в Жаксы.
27 сентября 1956 г. в 3 км от ж/д станции была сформирована воинская часть ИП-8 (в/ч 25589). Она именовалась как: 63 отдельная испытательная станция измерительных средств. В 1994 году в/ч была расформирована. 

## Население
| Численность населения | Численность населения | Численность населения | Численность населения | Численность населения | Численность населения |
| 1959                  | 1970                  | 1979                  | 1989                  | 1991                  | 1999                  |
| --------------------- | --------------------- | --------------------- | --------------------- | --------------------- | --------------------- |
| 4195                  | ↗5468                 | ↗5708                 | ↗6573                 | ↗6600                 | ↘5350                 |
| 2004                  | 2005                  | 2006                  | 2007                  | 2008                  | 2009                  |
| ↘4236                 | ↘4144                 | ↘4039                 | ↘3957                 | ↘3834                 | ↗5097                 |
| 2010                  | 2011                  | 2012                  | 2013                  | 2014                  | 2015                  |
| ↘5000                 | ↘4964                 | ↘4920                 | ↗5552                 | ↘4775                 | ↘4678                 |
| 2016                  | 2017                  | 2018                  | 2019                  |                       |                       |
| ↗4728                 | ↘4713                 | ↗4742                 | ↗4754                 |                       |                       |

## Образование
- Жаксынская казахская средняя школа № 1
- Жаксынская русская средняя школа № 2
- Жаксынская музыкальная школа
- Жаксынская юношеская школа «Дом школьников»

## Медицина и здравоохранительные объекты
- Жаксынская районная центральная больница
- Жаксынская центральная поликлиника
- «ЧП» Стоматология (ул. Туктубаева)

### Аптеки
- Больничная аптека № 1
- «ЧП» — аптека № 2 (Центр)
- ТД «Нурадил» — аптека № 3 (не активен)
- «ЧП» — аптека № 4 (Центр)

## Спорт и спортивные объекты
- Спортивный комплекс им. Уалиева Т.А.
- Мини — футзал
- Центральный стадион
- Хоккейный корт
- Жаксынский ипподром — в 5 км к востоку от села

## Промышленность
- ТОО «Урожай» — переработка и хранение зерна
- ТОО «Айбат» — переработка молока
- Жаксы-Арбосаккан — железо-марганцевое месторождение
- Жаксынский карьер — щебень, дресва (4,6 га)

## СМИ

### Газета
- «Жаксынский вестник» — районная газета на государственном и русском языках с 1934 года тиражом 1600 экземпляров.

### Телевидение
- «Казахстан»
- «Хабар»
- «Первый канал Евразия»,

### Радиовещание
- «Казахское радио» (101,4 Мгц)

### Сотовая связь
- Kcell, Activ
- Beeline
- Tele2

### Глобальная сеть
- Интернет-провайдер «Megaline» с различными тарификационными услугами, учреждённый операторами телефонной связи «Казахтелеком»